# Washington (Virginie)
Pour les articles homonymes, voir Washington.
Washington est la ville et le siège du comté de Rappahannock dans l'état de Virginie. Elle est connue pour être la plus ancienne des 28 villes des États-Unis à porter le nom de Washington. Le site où elle s'est établie, au pied des montagnes Blue Ridge a été visité par George Washington lui-même en 1749.
Son surnom est Little Washington pour éviter la confusion avec Washington, la capitale voisine de 110 km.

## Démographie
Lors du recensement de 2000, la population s'élevait à 183 habitants dont 88 ménages et 49 familles résidentes.
La répartition ethnique était de 83,06 % d'Euro-Américains, 10,93 % d'Afro-Américains et 2,19 % d'Asio-Américains. Le revenu moyen par habitant était de 29 265 dollars avec 11,2 % vivant sous le seuil de pauvreté.

## Source
- (en) Cet article est partiellement ou en totalité issu de l’article de Wikipédia en anglais intitulé « Washington, Virginia » (voir la liste des auteurs).